# Rue de la Cité (Paris)
Pour les articles homonymes, voir Rue de la Cité.
La rue de la Cité est une rue de l’île de la Cité, au centre de Paris, dans le 4e arrondissement, qui la traverse du nord au sud entre le pont Notre-Dame et le Petit-Pont.

## Situation et accès
Elle est bordée notamment :
- à l'ouest, par la place Louis-Lépine où se trouve le marché aux fleurs et aux oiseaux, et par la préfecture de police ;
- à l'est, par l'Hôtel-Dieu et le parvis Notre-Dame - place Jean-Paul-II.

Le quartier est desservi par la ligne 4 à la station Cité.

## Origine du nom
Cette rue traverse l'île de la Cité.

## Historique
Sous l'occupation romaine, cette artère faisait partie du cardo maximus de Lutèce, axe routier nord-sud qui structure traditionnellement les cités romaines.
Du Moyen Âge au début de l'époque contemporaine, cet axe est décomposé en trois voies distinctes : les rues de la Lanterne, de la Juiverie et du Marché-Palu. Ces trois rues ne sont réunies sous la dénomination unique de « rue de la Cité » que le 13 mai 1834.
Tout au long du XIXe siècle, la rue fait l'objet de nombreuses transformations. La partie sud de la rue entre les rues rue Neuve-Notre-Dame et Saint-Christophe est élargie en vertu d'une ordonnance du 22 mai 1837 dans le cadre de la reconstruction du bâtiment de l'administration des hospices (ancien hôpital des Enfants-Trouvés). La largeur de la rue est portée à 15 m entre la rue du Marché-Neuf et la rue de la Pelleterie (côté pair) par une ordonnance royale du 21 mai 1843. En 1851, un décret déclare d'utilité publique la démolition de l'îlot entre la Seine et la rue du Marché-Neuf afin de prolonger le quai du Marché-Neuf.
Mais la rue ne prend sa physionomie actuelle que dans la seconde partie du XIXe siècle, dans le cadre des travaux de transformations de Paris sous le Second Empire. Un décret du 22 mai 1865 prévoit la destruction de l'Hôtel-Dieu, au sud du parvis, et sa reconstruction sur son site actuel. L'ensemble des maisons de la rue de la Cité sont détruites entre 1865 et 1867 (dont le premier site du magasin À la Belle Jardinière, à l'angle avec le quai) pour ériger l'Hôtel-Dieu, le marché aux fleurs et la caserne de la Cité (préfecture de police de Paris),.

## Plaque commémorative et œuvre

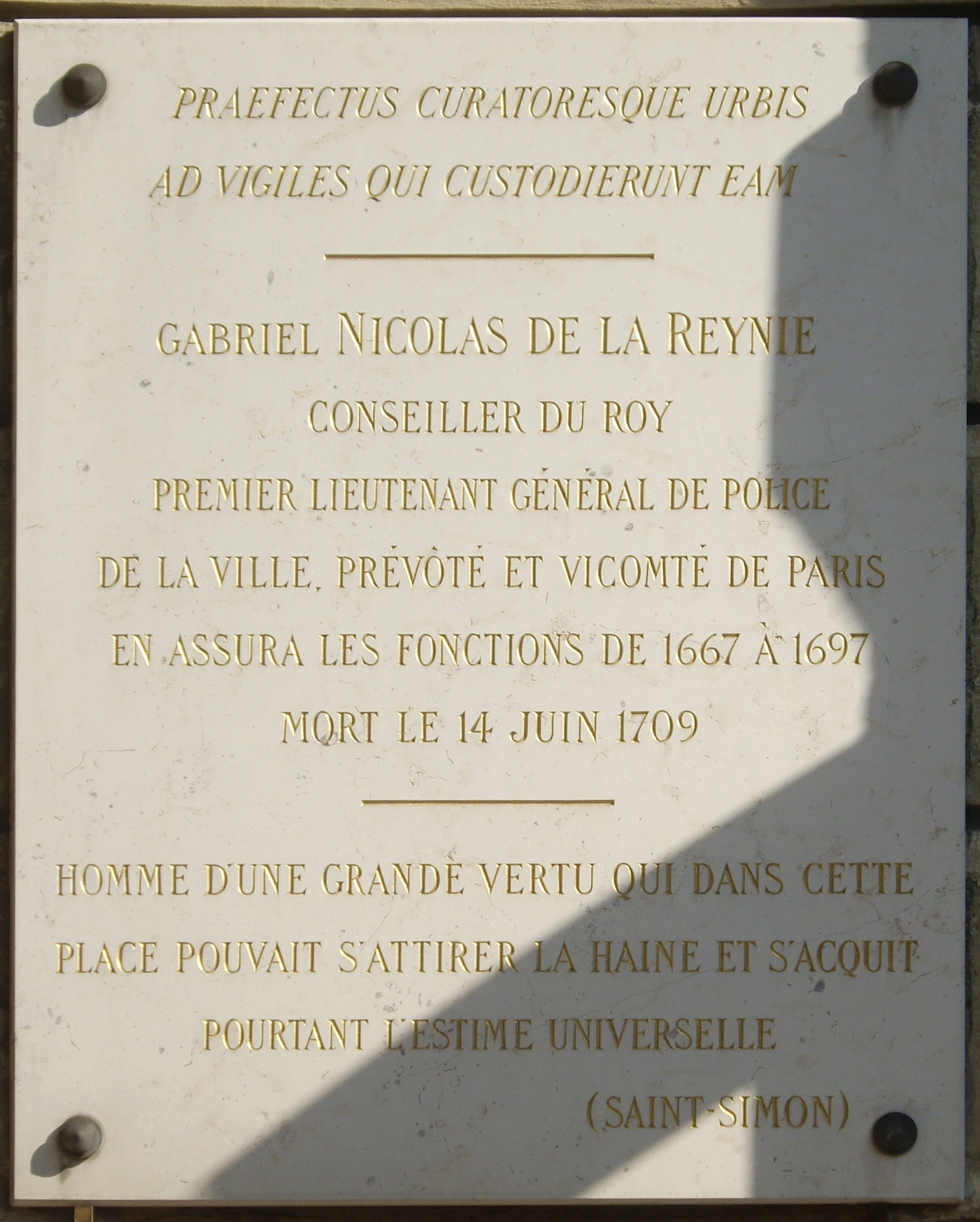
Plaque en hommage au premier lieutenant général de police de la ville de Paris Gabriel Nicolas de La Reynie.
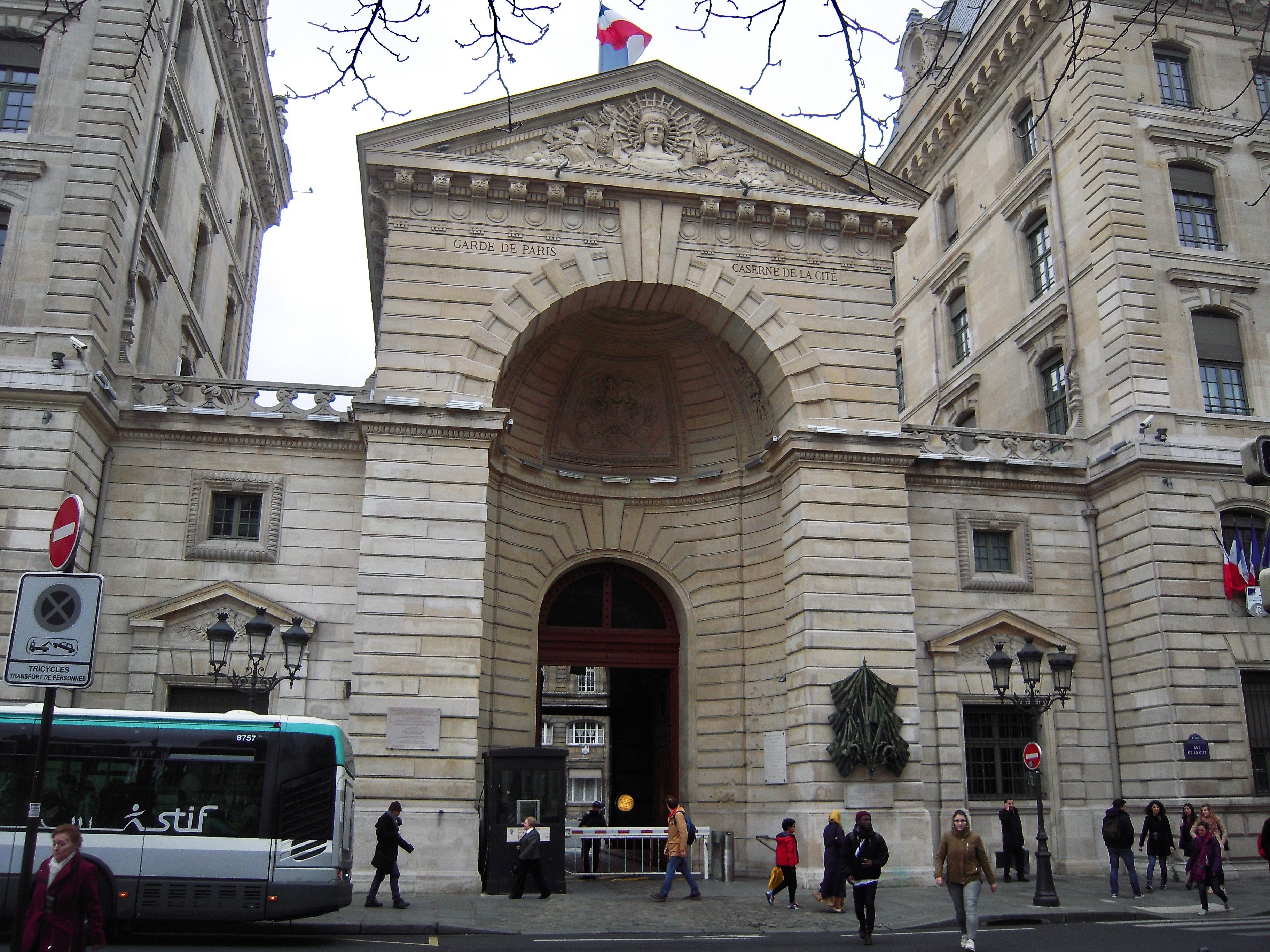
Entrée de la préfecture de police de Paris avec, à la droite du portail central, une sculpture d'Arman inaugurée par François Mitterrand en 1994.
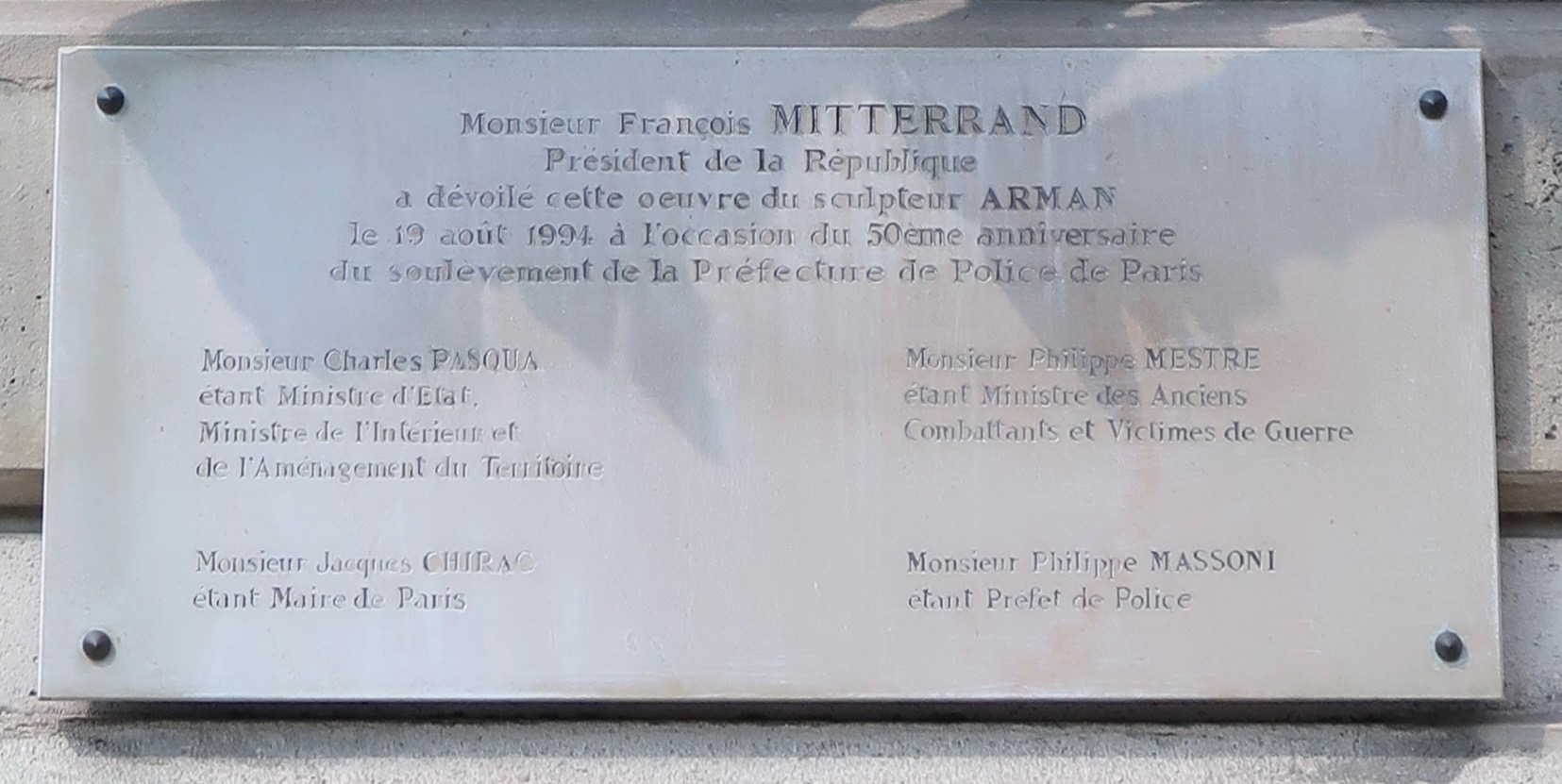
Plaque sous la statue.